# Julius Perathoner

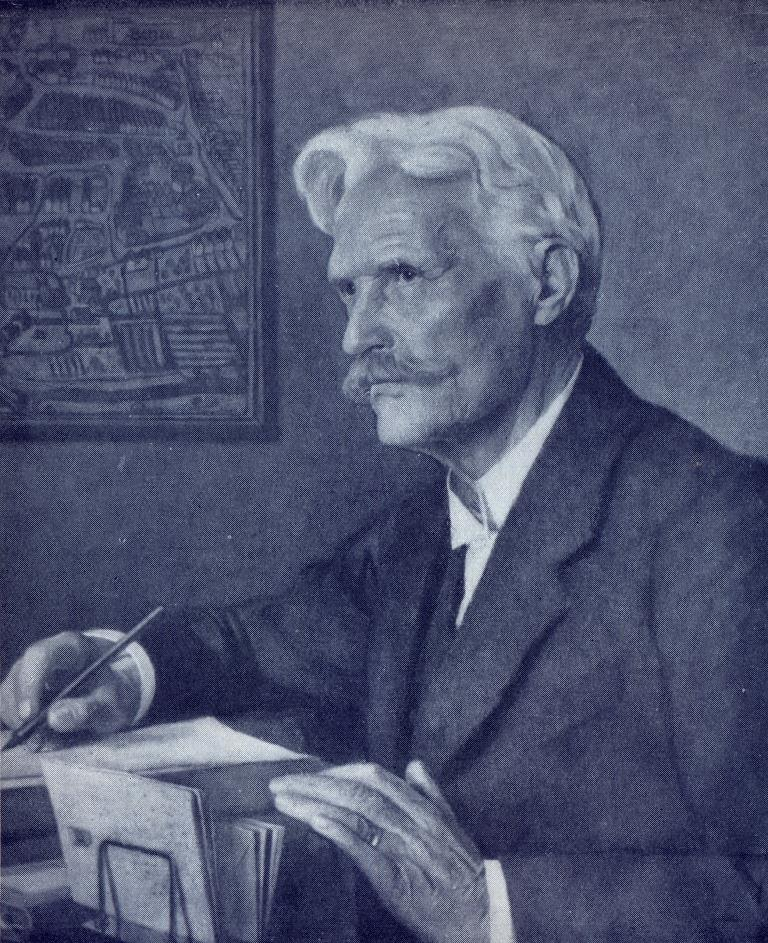
Julius Perathoner – Gemälde von Alois Delug (1859–1930)

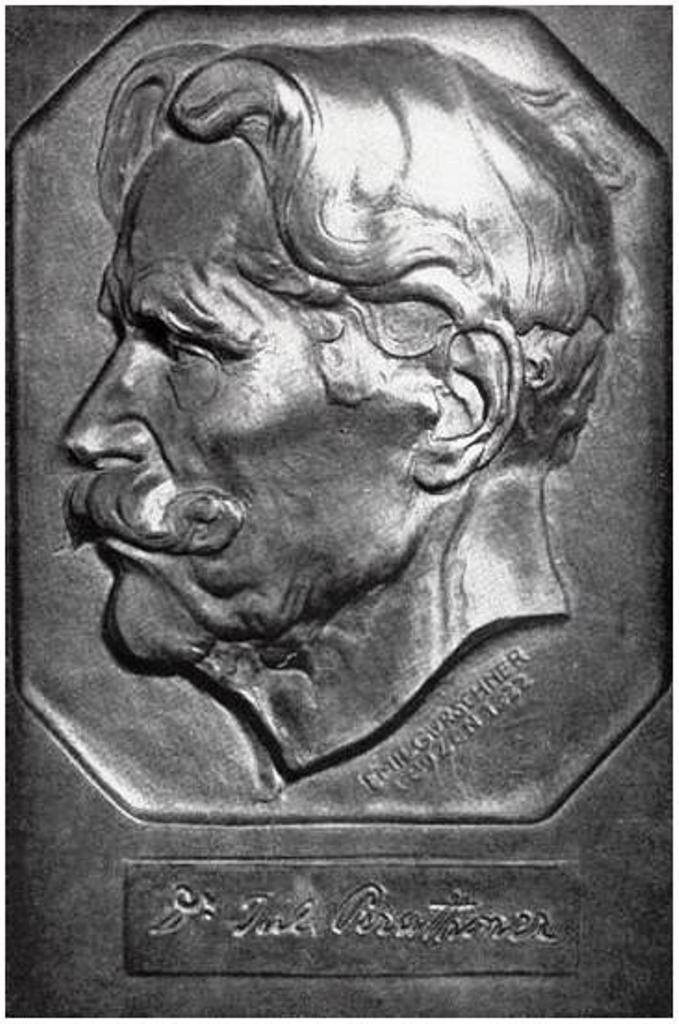
Bronzetafel im Gedenken an Julius Perathoner von Emil Gurschner (1886–1938)

Julius Perathoner (* 28. Februar 1849 in Dietenheim bei Bruneck; † 17. April 1926 in Bozen) war von 1895 bis 1922 letzter deutscher Bürgermeister Bozens, von 1901 bis 1911 Reichsratsabgeordneter in Wien und von 1902 bis 1907 Landtagsabgeordneter in Innsbruck.
Julius Perathoner war einer der wichtigsten Exponenten der Deutschfreiheitlichen Partei in Tirol. Das Ende seiner Amtszeit als Bürgermeister fiel in die Gewaltphase der sich anbahnenden faschistischen Machtergreifung in Italien: Am 3. Oktober 1922 wurde Perathoner infolge des Marsches auf Bozen der Faschisten von der italienischen Regierung unter Luigi Facta zusammen mit dem Stadtrat abgesetzt und durch einen kommissarischen Verwalter ersetzt.

## Leben
Perathoners Urgroßvater kam aus Wolkenstein in Gröden und bekleidete in Brixen die Stelle eines Gerichtsbeamten. Sein Vater Ulrich war Steuerbeamter in Bruneck. Er war zweimal verheiratet und hatte mehrere Kinder; aus der zweiten Ehe mit Julie von Klebelsberg stammte der Sohn Julius.
Schon als Knabe kam er mit Bozen in Kontakt, da er hier die Volksschule besuchte. Die Mittelschule begann er in Brixen, maturierte aber am Bozner Franziskanergymnasium. Er studierte an der Universität Innsbruck Rechtswissenschaften und trat nach der Promotion 1872 als Konzipient in eine Bozner Rechtsanwaltskanzlei ein. Später betrieb er am Obstmarkt Nr. 10 gemeinsam mit Anton Kinsele eine eigene Anwaltskanzlei. 1883 verheiratete sich der junge Rechtsanwalt mit Bertha von Mörl aus Eppan. Der Ehe entsprossen drei Söhne.
1892 wurde Julius Perathoner für die Deutschfreiheitliche Partei – sie hatte die absolute Mehrheit – in den Bozner Gemeinderat gewählt. 1895 wurde er Nachfolger des seit fünfzehn Jahren amtierenden Bürgermeisters Josef von Braitenberg, der Ende Dezember 1894 wiedergewählt worden war, aber die Wahl nicht annahm. Er amtierte von 1895 bis 1922 als Bürgermeister Bozens, war zudem von 1901 bis 1911 Reichsratsabgeordneter in Wien und von 1902 bis 1907 Landtagsabgeordneter in Innsbruck.
Nach der Annexion Südtirols durch Italien als Folge des Ersten Weltkriegs engagierte er sich im Deutschen Verband. Seine politische Karriere endete 1922, als er infolge des Marsches auf Bozen der Faschisten von der italienischen Regierung unter Luigi Facta zusammen mit dem Stadtrat abgesetzt und durch einen kommissarischen Verwalter ersetzt wurde. In seinem Abschiedsschreiben an den Gemeinderat äußerte er folgende Worte: „Wenn nicht alle Zeichen trügen, geht die deutsche Bevölkerung der Stadt Bozen sehr trüben Zeiten entgegen. Ich bitte aber meine deutschen Mitbürger, den Mut nicht sinken zu lassen und das Vertrauen auf eine bessere Zukunft sich zu bewahren.“

## Bedeutung

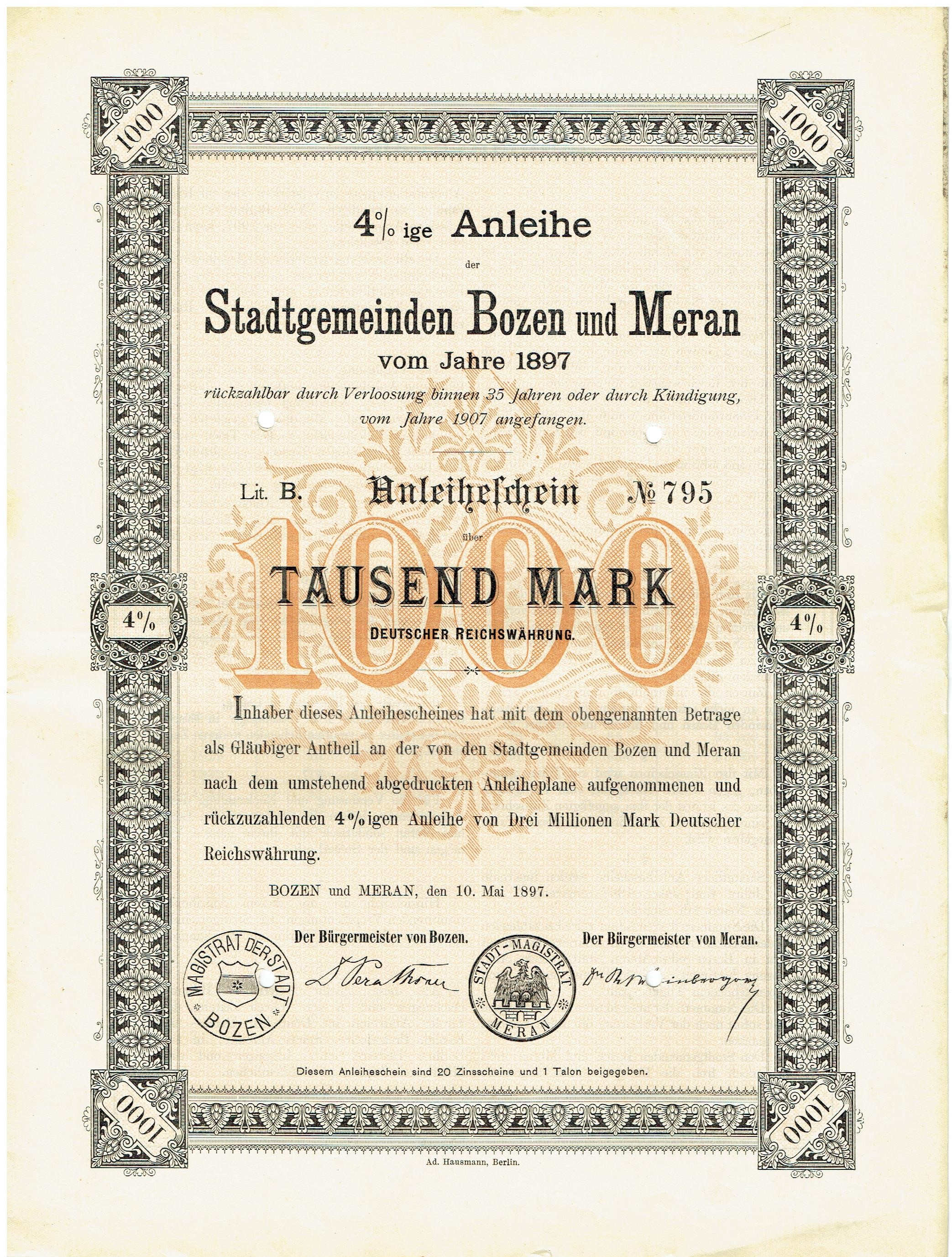
Anleihe der Stadtgemeinden Bozen und Meran vom 10. Mai 1897 mit Unterschrift von Julius Perathoner als Bürgermeister von Bozen

Julius Perathoner gilt als eine der wichtigsten politischen Persönlichkeiten der Jahrhundertwende in Tirol.
Sein Wirken als Bürgermeister führte Bozen in die Moderne, machte aus der Kleinstadt ein Zentrum des frühen Tourismus und gab der Stadt neue wirtschaftliche und kulturelle Impulse. Viele seiner stadtplanerischen und kommunalpolitischen Entscheidungen prägen Bozen bis heute. Perathoners Amtszeit ist von zahlreichen Baumaßnahmen bestimmt. Dazu zählen das Stadtmuseum (1905), das Theater (1913–1918), die Rittner Bahn (1907), die Straßenbahn nach Gries (1909) und Leifers, die Kaiserjägerkaserne (1898), die Talferbrücke (1900), die Promenaden zu beiden Seiten der Talfer (1901–1905), darunter die Bozner Wassermauer, die Kaiserin-Elisabeth-Schule (Knabenschule 1911, heute italienischsprachige Danteschule) und die Kaiser-Franz-Josef-Schule (Mädchenschule 1908, heute Goetheschule), die Etschwerke (1898) und das neue Rathaus (1907). 1911 gelang die Eingemeindung der großflächigen Umlandgemeinde von Zwölfmalgreien.
Der deutschnational-freiheitlich gesinnte Perathoner galt im Nationalitätenstreit der Habsburgermonarchie als gemäßigt und Mann des Ausgleichs. Schon in seiner Antrittsrede als Bürgermeister am 15. März 1895 betonte er:

„In nationaler Beziehung werde ich nicht vergessen, dass Bozen eine deutsche Stadt ist und eine solche bleiben soll. Ich werde aber ebenso im Auge behalten, dass eine Anzahl von Mitbürgern italienischer Zunge sich in unserer Stadt befindet, mit welchen die Deutschen im Frieden und im Einvernehmen leben wollen. Die Anerkennung des deutschen Charakters unserer Stadt, seitens unserer italienischen Mitbürger auf der einen Seite, die Achtung vor der durch herrliche Sprache und hervorragende Kultur sich auszeichnenden italienischen Nation andererseits sowie die beiden Volksstämmen gemeinsamen patriotischen Empfindungen haben ein glückliches Verhältnis zwischen Deutschen und Italienern in unserer Stadt geschaffen, dessen Trübung im Interesse beider Teile uns hoffentlich erspart bleibt.“

Perathoner war 1878 Mitbegründer und später langjähriger Obmann des Männergesangvereins Bozen sowie des Deutschen Schulvereins Bozen (1881). Seit 1872 war er Mitglied des Bozner Turnvereins.

## Ehrungen

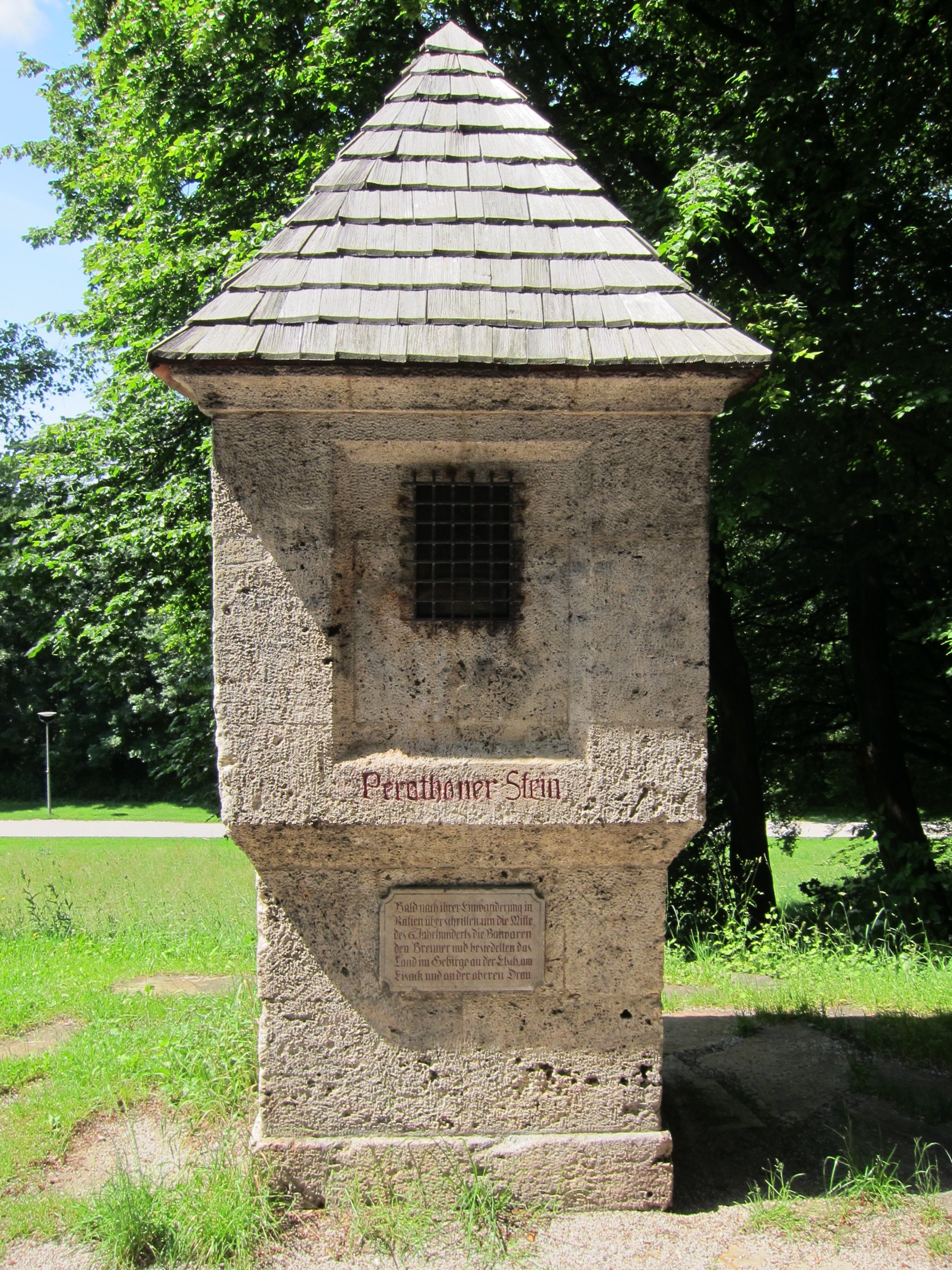
Der Perathoner-Stein in München-Harlaching

Im Jahr 1911 wurde Perathoner vom akademischen Maler Alois Delug porträtiert. 1919 richtete der Bozner Musikverein einen Festakt anlässlich des 70. Geburtstags des Bürgermeisters aus. Hierbei wurden ihm zu Ehren das Krippenspiel „Bübchens Weihnachstraum“ aufgeführt und von Franz Sylvester Weber ein panegyrisches „Huldigungsnachspiel“ publiziert.
An Julius Perathoner erinnert der Perathoner-Stein im Münchner Stadtteil Harlaching, der bald nach Perathoners Tod im Jahr 1927 eingeweiht wurde und die Verbundenheit zwischen Bayern und Tirol dokumentiert.
Die Pennale Burschenschaft Gothia Bozen (gegr. 1901) ernannte Perathoner zum Ehrenburschen.
In Bozen wurde bereits 1913 eine Straße nach Julius Perathoner benannt. Es handelt sich um die Verbindungsstraße zwischen der Bozner Altstadt und dem 1911 auf maßgebliche Initiative Perathoners hin eingemeindeten Stadtteil Zwölfmalgreien. Nach der Machtergreifung des Faschismus wurde die Perathonerstraße in „via Piave“ umbenannt und trägt bis heute unverändert diesen Namen, wiewohl 2012 der dortige Durchgang am Bozner Amonnhaus als Dr.-Julius-Perathoner-Passage dem Andenken Perathoners gewidmet wurde. Die vollständige Rückbenennung der Piavestraße war nach 1945 am Widerstand der italienischen Mehrheitsparteien im Bozner Gemeinderat gescheitert. An Perathoner erinnert heute auch eine etwa 200 Meter lange Straße südlich des Walther-von-der-Vogelweide-Platzes (in der Nähe des Ortes an dem Perathoner, das ehemalige Stadttheater errichten ließ).

## Filmografie
- Dr. Julius Perathoner 2012 auf YouTube, Tagung vom 2. Oktober 2012.
- Pionier und Visionär: Julius Perathoner, Bürgermeister von Bozen. Regie Verena Gruber, 45 min, RAI Südtirol, 2017.